# North Bellmore
North Bellmore és una població dels Estats Units a l'estat de Nova York. Segons el cens del 2000 tenia 16.441 habitants.

## Demografia
Segons el cens del 2000, North Bellmore tenia 20.079 habitants, 6.555 habitatges, i 5.407 famílies. La densitat de població era de 2.970,3 habitants per km².
Dels 6.555 habitatges en un 39% hi vivien nens de menys de 18 anys, en un 70,1% hi vivien parelles casades, en un 9,2% dones solteres, i en un 17,5% no eren unitats familiars. En el 14,2% dels habitatges hi vivien persones soles el 7,3% de les quals corresponia a persones de 65 anys o més que vivien soles. El nombre mitjà de persones vivint en cada habitatge era de 3,04 i el nombre mitjà de persones que vivien en cada família era de 3,36.
Per edats la població es repartia de la següent manera: un 25,5% tenia menys de 18 anys, un 6,5% entre 18 i 24, un 29,8% entre 25 i 44, un 23,6% de 45 a 60 i un 14,7% 65 anys o més.
L'edat mediana era de 39 anys. Per cada 100 dones de 18 o més anys hi havia 91,1 homes.
La renda mediana per habitatge era de 72.325 $ i la renda mediana per família de 80.067 $. Els homes tenien una renda mediana de 55.384 $ mentre que les dones 38.079 $. La renda per capita de la població era de 27.174 $. Entorn del 3,4% de les famílies i el 4% de la població estaven per davall del llindar de pobresa.